# Heinz Dost
Heinz Dost (* 24. Mai 1927 in Teplitz-Schönau, Tschechoslowakei; † 1. August 1976) war ein deutscher Gebrauchsgrafiker und Illustrator.

## Leben
Dost wurde als uneheliches Kind von Graf Glatz und Lydia Flügel (geb. Dost) geboren. Durch diesen, in der damaligen Zeit nicht tolerierten Sachverhalt, wuchs er bei seinen Großeltern (Familie Hans Dost) in Nordhausen auf, von denen er letztendlich adoptiert wurde. Anfang 1945 wurde er zum Dienst in der Munitionsfabrik Nordhaus verpflichtet. Dort wurde er Ende April 1945 wegen destabilisierender Reden zum Tode verurteilt. Nach einer der letzten Bombardierungen durch die Alliierten wurde das Gefängnis so stark beschädigt, dass er schwer verletzt in den nahen Wald flüchten und sich dort bis zum Kriegsende verstecken konnte. Er wurde in der DDR als Verfolgter des Naziregimes anerkannt und studierte Graphik. Danach arbeitete er als freischaffender Gebrauchsgrafiker. Er war vor allem Illustrator wissenschaftlicher und populärwissenschaftlicher Bücher und von Schullehrbüchern zu biologischen Themen sowie von Materialien der Akademie der Pädagogischen Wissenschaften der DDR für die pädagogische Arbeit. Die von ihm illustrierten Bücher waren in der DDR beliebt und erreichten z. T. große Auflagen. Z. B. hatte Siegfried Börngen: Pflanzen helfen heilen. Verlag Volk und Gesundheit, Berlin, von 1961 bis 1988 dreizehn Auflagen.
Dost war Mitglied des Verbands Bildender Künstler der DDR.
Er erlag einem langjährigen Krebsleiden.

## Buchillustrationen (unvollständig)
- Günther Wippermann: Über Schlaf und Traum. Verlag Volk und Gesundheit, Berlin, 1963 (mit Renate Jessel)
- Hans - Joachim Hoffmann, Peter G. Klemm: Ein offenes Wort. Verlag Neues Leben, Berlin, 1965
- András Tasnádi-Kubacska: Bevor der Mensch kam. Eine Entwicklungsgeschichte des Lebens. Urania-Verlag, Leipzig-Jena-Berlin, 1968
- Ernst Albert Arndt (Hrsg.): Zwischen Düne und Meeresgrund. Tiere und Pflanzen des Ostseeraumes. Urania-Verlag, Leipzig-Jena-Berlin, 1969 (mit Gerhard Pippig)
- Eckart Miessner: Blumen in Wald und Flur. Buch und Zeit Verlagsgesellschaft, 1969, DNB 575124709
- Klaus Dörter: Süßgräser, Riedgras- und Binsengewächse. Urania-Verlag, Leipzig-Jena-Berlin, 1974

| Personendaten    | Personendaten                     |
| ---------------- | --------------------------------- |
| NAME             | Dost, Heinz                       |
| KURZBESCHREIBUNG | deutscher Biologe und Illustrator |
| GEBURTSDATUM     | 24. Mai 1927                      |
| GEBURTSORT       | Teplitz-Schönau, Tschechoslowakei |
| STERBEDATUM      | 1. August 1976                    |